# Ilex pauciflora
Ilex pauciflora är en järneksväxtart som beskrevs av Ridley. Ilex pauciflora ingår i släktet järnekar, och familjen järneksväxter. Inga underarter finns listade i Catalogue of Life.